# Bailliage de Bourmont
Le bailliage de Bourmont est une ancienne entité administrative du duché puis de la province de Bar, ayant existé jusqu'en 1790. Il avait pour chef-lieu Bourmont. 

## Histoire
Ce bailliage faisait partie du Barrois non mouvant et était au XVIIIe siècle sous le ressort de la cour souveraine de Lorraine.
Sur le plan spirituel, il dépendait du diocèse de Toul, excepté Colombey-lès-Choiseul, Brevanne, Damblain et Germainvillers, qui étaient de celui de Langres.
La coutume de Lorraine était suivie dans une partie de Mandre-sur-Verre, à Norroy-sur-Verre, Saulxures-lès-Bulgnéville, Outrancourt et Roncourt. Les autres lieux du bailliage étaient régis par la coutume du Bassigny.

## Composition
Après l'édit de juin 1751, ce bailliage comprenait les communautés suivantes :
- Bourmont et ses dépendances
- Aingeville
- Blevaincourt
- Brainville
- Brevanne (mi-partie avec la Champagne)
- Bulgnéville
- Champigneulle-en-Bassigny
- Chaumont-la-Ville
- Colombey-lès-Choiseul
- Crainvillers
- Damblain
- Doncour-sur-Meuse
- Germainvillers
- Gignéville
- Gonaincourt
- Graffigny & Chemin
- Hacourt
- Haréville-sur-Meuse
- Lévécourt
- Malaincourt-sur-Meuse
- Mandre-sur-Vair
- Marey et la cense Salin-l'étape
- Morveau avec les censes de Vaudainvilliers, Frocourt et les Gouttes
- Morville-en-Bassigny
- Nijon
- Norroy-sur-Vair
- St. Ouen ou Ouin
- Outrancourt
- Outremécourt
- Pareid ou Perey-lès-St. Ouen
- Riocourt, ci-devant Villotte
- Robécourt
- Roncourt-sous-Beauffremont
- Saulxure-les-Bulgnéville
- Sauville
- Soulaucourt-sous-la-Mothe et la grange du Maleu
- Suriauville et la cense de Haudonville
- La Vacheresse & la Rouillie
- Vaudoncourt-en-Bassigny
- Vaudrecourt

## Source
- Durival, Description de la Lorraine et du Barrois, tome second, Nancy, 1779.